# جورج فرد كيك
جورج فرد كيك (بالإنجليزية: George Fred Keck)‏ هو مهندس معماري أمريكي، ولد في 1895، وتوفي في 1980.